# Otto Clant

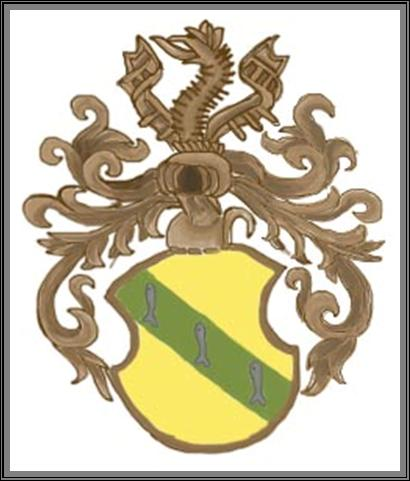
Wapen van de familie Clant: in goud een groene schuinbalk, beladen met drie verticaal geplaatste, zilveren vissen met de kop naar boven.
Helm: halfaanziend. Wrong: goud en groen. Helmteken: een gouden griffioen, de vleugels beladen met een schuinbalk met vissen van het schild (bron 2: een dwarsbalk in plaats van een schuinbalk). Dekkleden: groen, gevoerd van goud.

Otto Clant van Scharmer (Groningen, 1566 - Boksum, 1586) was een Nederlandse landjonker uit Groningen en vaandrig.
Otto was een zoon van Frans Clant en Teetke van Douma.
In 1586 tijdens de Tachtigjarige Oorlog toen de Spanjaarden Friesland aanvielen, gaf Otto zich niet over, hij had zich in de kerk van Boksum verschanst. De Spanjaarden boden hem genade aan, maar hij hield vol met strijden. Hij wikkelde zich in zijn vaandel en werd zo doorstoken.
In 1984 werd in Boksum een school naar hem genoemd ter herinnering aan zijn heldendaden.

## Gedicht
- Adrien Bogaers schreef een gedicht over Otto Clant, waarin de volgende verzen:

[...] Slechts één nog houdt er, vechtend, stand, 
Hoe luid de moordkreet tier'; 
Hij zwaait zijn kling met de eene hand,
Met de andre ’s Lands banier. [...]
Nog is zijn voorhoofd onverzengd,
Van ’s levens zomerbrand:
Wie is hij die noch zwicht noch zwenkt?
't is Jonker Otto Clant.